# Mistrzostwa Europy w Piłce Ręcznej Mężczyzn 2026 (eliminacje)
Kwalifikacje do Mistrzostw Europy w Piłce Ręcznej Mężczyzn 2026 – trzyetapowe rozgrywki, mające na celu wyłonienie dwudziestu czterech męskich reprezentacji narodowych w piłce ręcznej, które wystąpią w finałach tego turnieju.

## Informacje ogólne
Turniej finałowy organizowanych przez EHF mistrzostw Europy odbędzie się w styczniu 2026 roku w Danii, Norwegii oraz Szwecji i wezmą w nim udział dwadzieścia cztery drużyny.
System kwalifikacji co do zasady pozostał taki, jak w eliminacjach do ME 2024. Maksymalnie cztery reprezentacje miały otrzymać bezpośredni awans, pozostawiono także układ gier w drugiej fazie w ramach ośmiu czterozespołowych grup, do których zespoły zostały przydzielone automatycznie bądź też po awansie z preeliminacji. Preeliminacje odbywały się dwuetapowo – pierwszą częścią były rozgrywki grupowe dla najsłabszych europejskich reprezentacji, zaś drugą dodatkowa runda barażowa z udziałem najsłabszych drużyn eliminacji do poprzedniego turnieju mistrzowskiego oraz zespołów zakwalifikowanych z pierwszej fazy.

## Faza 1
W pierwszej fazie wystąpiły cztery drużyny, zatem nie było potrzeby organizowania losowania grup, w połowie października 2022 roku wylosowano jedynie kolejność praw do organizacji turnieju. Pierwszeństwo otrzymał Cypr, jednak po jego rezygnacji zawody zorganizowano w Azerbejdżanie. Cztery uczestniczące drużyny rywalizowały w styczniu 2023 roku systemem kołowym o jedno miejsce premiowane awansem do fazy barażowej. Uzyskała je Wielka Brytania dzięki lepszemu od Cypru bilansowi bramkowemu po dwóch zwycięstwach i remisie.
|  | 13 stycznia 2023 14:45 | Cypr           | 25:25 | Wielka Brytania | Pałac Sportu, Baku Sędziowie: Yovchev, Yonchev Widzów: 600 |
|  | 13 stycznia 2023 14:45 | (12:13) raport |       |                 | Pałac Sportu, Baku Sędziowie: Yovchev, Yonchev Widzów: 600 |

|  | 13 stycznia 2023 17:00 | Azerbejdżan   | 34:25 | Malta | Pałac Sportu, Baku Sędziowie: Peretz, Schwartz Widzów: 2 200 |
|  | 13 stycznia 2023 17:00 | (18:6) raport |       |       | Pałac Sportu, Baku Sędziowie: Peretz, Schwartz Widzów: 2 200 |

|  | 14 stycznia 2023 14:45 | Malta          | 26:47 | Cypr | Pałac Sportu, Baku Sędziowie: Peretz, Schwartz Widzów: 500 |
|  | 14 stycznia 2023 14:45 | (12:23) raport |       |      | Pałac Sportu, Baku Sędziowie: Peretz, Schwartz Widzów: 500 |

|  | 14 stycznia 2023 17:00 | Wielka Brytania | 39:22 | Azerbejdżan | Pałac Sportu, Baku Sędziowie: Yovchev, Yonchev Widzów: 2 100 |
|  | 14 stycznia 2023 17:00 | (16:8) raport   |       |             | Pałac Sportu, Baku Sędziowie: Yovchev, Yonchev Widzów: 2 100 |

|  | 15 stycznia 2023 12:45 | Wielka Brytania | 44:14 | Malta | Pałac Sportu, Baku Sędziowie: Peretz, Schwartz Widzów: 450 |
|  | 15 stycznia 2023 12:45 | (23:7) raport   |       |       | Pałac Sportu, Baku Sędziowie: Peretz, Schwartz Widzów: 450 |

|  | 15 stycznia 2023 15:00 | Cypr           | 32:23 | Azerbejdżan | Pałac Sportu, Baku Sędziowie: Yovchev, Yonchev Widzów: 1 700 |
|  | 15 stycznia 2023 15:00 | (18:15) raport |       |             | Pałac Sportu, Baku Sędziowie: Yovchev, Yonchev Widzów: 1 700 |

## IHF Emerging Nations Championship 2023
Najlepsza europejska drużyna spośród biorących udział w IHF Emerging Nations Championship 2023 uzyskała prawo gry w rundzie barażowej eliminacji do ME 2026. W rozegranych w Bułgarii zawodach zwyciężyli Kubańczycy, zatem prawo gry w barażach otrzymali ich finałowi przeciwnicy – Cypr.

## Runda barażowa
Zgodnie z pierwotnymi założeniami runda barażowa miała odbyć się z udziałem ośmiu reprezentacji, z których jedną będzie triumfator I fazy, w styczniu 2024 roku w formie czterech dwumeczów, których zwycięzcy awansują do drugiej fazy eliminacji. Ostatecznie jednak do zwycięzcy I fazy eliminacji oraz najlepszej europejskiej drużyny z IHF Emerging Nations Championship 2023 na tym etapie rozgrywek dołączyły cztery najsłabsze drużyny spośród tych, które zajęły ostatnie miejsca w grupach w II fazie eliminacji do ME 2024. Ta runda została zaplanowana do rozegrania w styczniu 2024 roku. Dodatkowo, pozostałe dwa miejsca w tej rundzie pozostawiono potencjalnie na dwumecz między Rosją a Białorusią, dotychczas wykluczone z uwagi na trwającą inwazję Rosji na Ukrainę. Ostatecznie te dwie drużyny pozostały zawieszone, a wakat w drugiej fazie został obsadzony przez Łotwę, będącą najwyżej w rankingu EHF spośród dotychczas wyeliminowanych.

### Losowanie dwumeczów
Losowanie dwumeczów zaplanowane zostało na 5 lipca 2023 roku w siedzibie EHF w Wiedniu, a sześć uczestniczących zespołów zostało podzielonych na dwa koszyki. W jego wyniku powstały trzy pary.
| Koszyk 1   |
| ---------- |
| Belgia     |
| Kosowo     |
| Luksemburg |

| Koszyk 2        |
| --------------- |
| Łotwa           |
| Wielka Brytania |
| Cypr            |

### Mecze
| Drużyna 1                            | Wynik dwumeczu | Drużyna 2       | Pierwszy mecz | Drugi mecz |
| ------------------------------------ | -------------- | --------------- | ------------- | ---------- |
| Łotwa                                | 60:61          | Luksemburg      | 32:25         | 28:36      |
| Kosowo                               | 59:45          | Wielka Brytania | 30:22         | 29:23      |
| Belgia                               | 66:40          | Cypr            | 30:18         | 36:22      |
| Po lewej gospodarz pierwszego meczu. |                |                 |               |            |

|  | 10 stycznia 2024 18:00 | Belgia         | 30:18 | Cypr | Sporthal Alverberg, Hasselt Sędziowie: Madsen, Mortensen Widzów: 1 970 |
|  | 10 stycznia 2024 18:00 | (12:10) raport |       |      | Sporthal Alverberg, Hasselt Sędziowie: Madsen, Mortensen Widzów: 1 970 |

|  | 10 stycznia 2024 20:30 | Kosowo         | 30:22 | Wielka Brytania | Pałac Młodzieży i Sportu, Prisztina Sędziowie: Erdoğan, Özdeniz Widzów: 1 150 |
|  | 10 stycznia 2024 20:30 | (13:11) raport |       |                 | Pałac Młodzieży i Sportu, Prisztina Sędziowie: Erdoğan, Özdeniz Widzów: 1 150 |

|  | 11 stycznia 2024 18:40 | Łotwa          | 32:25 | Luksemburg | Vidzemes olimpiskais centrs, Valmiera Sędziowie: Leszczyński, Piechota Widzów: 480 |
|  | 11 stycznia 2024 18:40 | (13:13) raport |       |            | Vidzemes olimpiskais centrs, Valmiera Sędziowie: Leszczyński, Piechota Widzów: 480 |

|  | 13 stycznia 2024 14:00 | Wielka Brytania | 23:29 | Kosowo | Derby Arena, Derby Sędziowie: Horváth, Marton Widzów: 1 200 |
|  | 13 stycznia 2024 14:00 | (11:13) raport  |       |        | Derby Arena, Derby Sędziowie: Horváth, Marton Widzów: 1 200 |

|  | 13 stycznia 2024 16:00 | Cypr          | 22:36 | Belgia | Eleftheria Indoor Hall, Nikozja Sędziowie: Boričić, Marković Widzów: 200 |
|  | 13 stycznia 2024 16:00 | (8:15) raport |       |        | Eleftheria Indoor Hall, Nikozja Sędziowie: Boričić, Marković Widzów: 200 |

|  | 14 stycznia 2024 16:00 | Luksemburg     | 36:28 | Łotwa | Centre National Sportif et Culturel, Luksemburg Sędziowie: Caçador, Nicolau Widzów: 1 172 |
|  | 14 stycznia 2024 16:00 | (21:13) raport |       |       | Centre National Sportif et Culturel, Luksemburg Sędziowie: Caçador, Nicolau Widzów: 1 172 |

Awans do kolejnej fazy uzyskały Kosowo, Belgia i Luksemburg.

## Mistrzostwa Europy w Piłce Ręcznej Mężczyzn 2024
Automatyczny awans prócz gospodarzy kolejnych mistrzostw miał uzyskać najlepszy zespół ME 2024 rozegranych w styczniu w Niemczech. Po raz czwarty w historii zwyciężyli w nich Francuzi.

## Faza 2
W drugiej fazie odbędzie się właściwy turniej eliminacyjny z udziałem trzydziestu dwóch reprezentacji podzielonych na osiem czterozespołowych grup. Automatyczny awans do tego etapu zyskało dwadzieścia osiem drużyn, do których dołączyli czterej zwycięzcy rundy barażowej. Awans do turnieju finałowego mistrzostw Europy uzyskają dwie najlepsze drużyny z każdej grupy oraz cztery najlepsze zespoły spośród tych, które zajęły trzecie miejsce.
Po czwartej kolejce spotkań awans zapewniły sobie Islandia oraz Chorwacja, Słowenia i Portugalia, po piątej Niemcy, Węgry i Czechy oraz Hiszpania, Gruzja, Czarnogóra, Wyspy Owcze i Holandia, zaś w ostatniej Macedonia, Serbia, Austria i Polska oraz z trzecich miejsc Rumunia, Włochy, Szwajcaria i Ukraina. Raporty z pozostałych meczów kolejek: pierwszej, drugiej i trzeciej. 

### Losowanie
Losowanie grup zostało zaplanowane na 21 marca 2024 roku w Kopenhadze, a przed nim drużyny zostały podzielone na cztery koszyki według rankingu EHF (obejmującego wyniki turniejów z trzech poprzednich lat – ME 2022, MŚ 2023 i ME 2024), z zastrzeżeniem, że Kosowo nie może znaleźć się w tej samej grupie co Serbia.
| Koszyk 1   |
| ---------- |
| Niemcy     |
| Hiszpania  |
| Węgry      |
| Chorwacja  |
| Islandia   |
| Słowenia   |
| Portugalia |
| Holandia   |

| Koszyk 2           |
| ------------------ |
| Austria            |
| Czarnogóra         |
| Serbia             |
| Polska             |
| Czechy             |
| Macedonia Północna |
| Wyspy Owcze        |
| Grecja             |

| Koszyk 3             |
| -------------------- |
| Bośnia i Hercegowina |
| Słowacja             |
| Belgia               |
| Szwajcaria           |
| Rumunia              |
| Litwa                |
| Ukraina              |
| Włochy               |

| Koszyk 4   |
| ---------- |
| Finlandia  |
| Izrael     |
| Estonia    |
| Gruzja     |
| Turcja     |
| Luksemburg |
| Kosowo     |
| Łotwa      |

W wyniku transmitowanego w Internecie losowania, które przeprowadzili Håvard Tvedten, Ljubomir Vranjes, Thomas Mogensen i Lars Christiansen
, wyłonionych zostało osiem grup.
| Grupa 1            |
| ------------------ |
| Słowenia           |
| Macedonia Północna |
| Litwa              |
| Estonia            |

| Grupa 2    |
| ---------- |
| Węgry      |
| Czarnogóra |
| Słowacja   |
| Finlandia  |

| Grupa 3              |
| -------------------- |
| Islandia             |
| Grecja               |
| Bośnia i Hercegowina |
| Gruzja               |

| Grupa 4   |
| --------- |
| Hiszpania |
| Serbia    |
| Włochy    |
| Łotwa     |

| Grupa 5    |
| ---------- |
| Chorwacja  |
| Czechy     |
| Belgia     |
| Luksemburg |

| Grupa 6     |
| ----------- |
| Holandia    |
| Wyspy Owcze |
| Ukraina     |
| Kosowo      |

| Grupa 7    |
| ---------- |
| Niemcy     |
| Austria    |
| Szwajcaria |
| Turcja     |

| Grupa 8    |
| ---------- |
| Portugalia |
| Polska     |
| Rumunia    |
| Izrael     |

Rozgrywki grupowe przeprowadzono w sześciu terminach:
- Runda 1: 6–7 listopada 2024
- Runda 2: 9–10 listopada 2024
- Runda 3: 12–13 marca 2025
- Runda 4: 15–16 marca 2025
- Runda 5: 7–8 maja 2025
- Runda 6: 11 maja 2025 (18:00).

### Grupa 1
| 6 listopada 202420:00 | Macedonia Północna | 37:33(20:20) | Estonia | Centrum sportowe „Boris Trajkowski”, Skopje Widzów: 4 700 Sędzia: Andorka, Hucker |
| 6 listopada 202420:00 |                    | 37:33(20:20) |         | Centrum sportowe „Boris Trajkowski”, Skopje Widzów: 4 700 Sędzia: Andorka, Hucker |

| 7 listopada 202418:00 | Słowenia | 36:25(17:15) | Litwa | Rdeča dvorana, Velenje Widzów: 1 100 Sędzia: Hofer, Schmidhuber |
| 7 listopada 202418:00 |          | 36:25(17:15) |       | Rdeča dvorana, Velenje Widzów: 1 100 Sędzia: Hofer, Schmidhuber |

| 10 listopada 202417:00 | Estonia | 28:29(14:14) | Słowenia | Kalevi spordihall, Tallinn Widzów: 800 Sędzia: Mandák, Rudinský |
| 10 listopada 202417:00 |         | 28:29(14:14) |          | Kalevi spordihall, Tallinn Widzów: 800 Sędzia: Mandák, Rudinský |

| 10 listopada 202417:00 | Litwa | 29:27(13:12) | Macedonia Północna | Twinsbet Arena, Wilno Widzów: 1 500 Sędzia: Budzák, Záhradník |
| 10 listopada 202417:00 |       | 29:27(13:12) |                    | Twinsbet Arena, Wilno Widzów: 1 500 Sędzia: Budzák, Záhradník |

| 12 marca 202518:00 | Estonia | 20:30(10:17) | Litwa | Kalevi spordihall, Tallinn Widzów: 800 Sędzia: Pétursson, Þrastarson |
| 12 marca 202518:00 |         | 20:30(10:17) |       | Kalevi spordihall, Tallinn Widzów: 800 Sędzia: Pétursson, Þrastarson |

| 12 marca 202520:00 | Macedonia Północna | 26:32(16:15) | Słowenia | Centrum sportowe „Boris Trajkowski”, Skopje Widzów: 6 963 Sędzia: A. Konjičanin, D. Konjičanin |
| 12 marca 202520:00 |                    | 26:32(16:15) |          | Centrum sportowe „Boris Trajkowski”, Skopje Widzów: 6 963 Sędzia: A. Konjičanin, D. Konjičanin |

| 16 marca 202515:00 | Litwa | 35:28(15:11) | Estonia | Švyturys Arena, Kłajpeda Widzów: 1 250 Sędzia: Fotakidis, Kinatzidis |
| 16 marca 202515:00 |       | 35:28(15:11) |         | Švyturys Arena, Kłajpeda Widzów: 1 250 Sędzia: Fotakidis, Kinatzidis |

| 16 marca 202518:30 | Słowenia | 38:27(20:12) | Macedonia Północna | Športna dvorana Bonifika, Koper Widzów: 3 410 Sędzia: Bíró, Kiss |
| 16 marca 202518:30 |          | 38:27(20:12) |                    | Športna dvorana Bonifika, Koper Widzów: 3 410 Sędzia: Bíró, Kiss |

| 7 maja 202518:00 | Litwa | 28:31(12:18) | Słowenia | Twinsbet Arena, Wilno Widzów: 2 000 Sędzia: Stark, Ștefan |
| 7 maja 202518:00 |       | 28:31(12:18) |          | Twinsbet Arena, Wilno Widzów: 2 000 Sędzia: Stark, Ștefan |

| 8 maja 202518:00 | Estonia | 17:36(10:19) | Macedonia Północna | Kalevi spordihall, Tallinn Widzów: 500 Sędzia: Maia, Nunes |
| 8 maja 202518:00 |         | 17:36(10:19) |                    | Kalevi spordihall, Tallinn Widzów: 500 Sędzia: Maia, Nunes |

| 11 maja 202518:00 | Słowenia | 36:30(20:15) | Estonia | Dvorana Golovec, Celje Widzów: 1 800 Sędzia: Riello, Panetta |
| 11 maja 202518:00 |          | 36:30(20:15) |         | Dvorana Golovec, Celje Widzów: 1 800 Sędzia: Riello, Panetta |

| 11 maja 202518:00 | Macedonia Północna | 26:17(13:11) | Litwa | Centrum sportowe „Jane Sandanski”, Skopje Widzów: 5 000 Sędzia: R. Geraets, P. Geraets |
| 11 maja 202518:00 |                    | 26:17(13:11) |       | Centrum sportowe „Jane Sandanski”, Skopje Widzów: 5 000 Sędzia: R. Geraets, P. Geraets |

### Grupa 2
| 6 listopada 202418:00 | Czarnogóra | 29:28(16:15) | Finlandia | Bemax Arena, Podgorica Widzów: 2 245 Sędzia: Erdoğan, Özdeniz |
| 6 listopada 202418:00 |            | 29:28(16:15) |           | Bemax Arena, Podgorica Widzów: 2 245 Sędzia: Erdoğan, Özdeniz |

| 6 listopada 202419:00 | Węgry | 37:32(15:12) | Słowacja | Audi Aréna Győr, Győr Widzów: 1 800 Sędzia: Lindenbaum, Laron |
| 6 listopada 202419:00 |       | 37:32(15:12) |          | Audi Aréna Győr, Győr Widzów: 1 800 Sędzia: Lindenbaum, Laron |

| 10 listopada 202415:00 | Finlandia | 23:32(8:17) | Węgry | Energia Areena, Vantaa Widzów: 1 500 Sędzia: Kurtagic, Wetterwik |
| 10 listopada 202415:00 |           | 23:32(8:17) |       | Energia Areena, Vantaa Widzów: 1 500 Sędzia: Kurtagic, Wetterwik |

| 10 listopada 202417:00 | Słowacja | 35:38(18:21) | Czarnogóra | Steel Aréna, Koszyce Widzów: 3 000 Sędzia: Thiyagarajah, Thiyagarajah |
| 10 listopada 202417:00 |          | 35:38(18:21) |            | Steel Aréna, Koszyce Widzów: 3 000 Sędzia: Thiyagarajah, Thiyagarajah |

| 12 marca 202518:00 | Czarnogóra | 26:29(12:14) | Węgry | Sportski centar Morača, Podgorica Widzów: 5 000 Sędzia: Leszczyński, Piechota |
| 12 marca 202518:00 |            | 26:29(12:14) |       | Sportski centar Morača, Podgorica Widzów: 5 000 Sędzia: Leszczyński, Piechota |

| 13 marca 202517:30 | Finlandia | 22:21(11:15) | Słowacja | Energia Areena, Vantaa Widzów: 2 000 Sędzia: Fahner, Kubis |
| 13 marca 202517:30 |           | 22:21(11:15) |          | Energia Areena, Vantaa Widzów: 2 000 Sędzia: Fahner, Kubis |

| 16 marca 202516:00 | Słowacja | 25:26(15:14) | Finlandia | Športová hala, Hlohovec Widzów: 1 850 Sędzia: Sirbu, Serdiuc |
| 16 marca 202516:00 |          | 25:26(15:14) |           | Športová hala, Hlohovec Widzów: 1 850 Sędzia: Sirbu, Serdiuc |

| 16 marca 202517:30 | Węgry | 29:29(17:14) | Czarnogóra | Tatabányai Multifunkcionális Sportcsarnok, Tatabánya Widzów: 5 517 Sędzia: Mikelič, Parađina |
| 16 marca 202517:30 |       | 29:29(17:14) |            | Tatabányai Multifunkcionális Sportcsarnok, Tatabánya Widzów: 5 517 Sędzia: Mikelič, Parađina |

| 7 maja 202518:00 | Słowacja | 24:39(15:20) | Węgry | Mestská športová hala, Preszów Widzów: 1 000 Sędzia: E. Vitaku, A. Vitaku |
| 7 maja 202518:00 |          | 24:39(15:20) |       | Mestská športová hala, Preszów Widzów: 1 000 Sędzia: E. Vitaku, A. Vitaku |

| 8 maja 202517:30 | Finlandia | 28:33(12:19) | Czarnogóra | Energia Areena, Vantaa Widzów: 2 550 Sędzia: Carmaux, Mursch |
| 8 maja 202517:30 |           | 28:33(12:19) |            | Energia Areena, Vantaa Widzów: 2 550 Sędzia: Carmaux, Mursch |

| 11 maja 202518:00 | Węgry | 37:24(19:14) | Finlandia | Kanizsa Aréna, Nagykanizsa Widzów: 2 957 Sędzia: Álvarez, Soria |
| 11 maja 202518:00 |       | 37:24(19:14) |           | Kanizsa Aréna, Nagykanizsa Widzów: 2 957 Sędzia: Álvarez, Soria |

| 11 maja 202518:00 | Czarnogóra | 33:28(18:13) | Słowacja | Sportska Dvorana Topolica, Bar Widzów: 1 500 Sędzia: Bolic, Hurich |
| 11 maja 202518:00 |            | 33:28(18:13) |          | Sportska Dvorana Topolica, Bar Widzów: 1 500 Sędzia: Bolic, Hurich |

### Grupa 3
| 6 listopada 202416:30 | Grecja | 27:26(12:13) | Gruzja | Klisto Jimnastirio Kanitu «Tasos Kamburis», Chalkida Widzów: 1 000 Sędzia: Pavićević, Ražnatović |
| 6 listopada 202416:30 |        | 27:26(12:13) |        | Klisto Jimnastirio Kanitu «Tasos Kamburis», Chalkida Widzów: 1 000 Sędzia: Pavićević, Ražnatović |

| 6 listopada 202420:30 | Islandia | 32:26(12:12) | Bośnia i Hercegowina | Laugardalshöllin, Reykjavík Widzów: 2 200 Sędzia: Schols, Martens |
| 6 listopada 202420:30 |          | 32:26(12:12) |                      | Laugardalshöllin, Reykjavík Widzów: 2 200 Sędzia: Schols, Martens |

| 10 listopada 202415:00 | Gruzja | 25:30(13:14) | Islandia | Pałac Sportu, Tbilisi Widzów: 3 000 Sędzia: Mitrevski, Todorovski |
| 10 listopada 202415:00 |        | 25:30(13:14) |          | Pałac Sportu, Tbilisi Widzów: 3 000 Sędzia: Mitrevski, Todorovski |

| 10 listopada 202419:00 | Bośnia i Hercegowina | 23:22(13:11) | Grecja | Sportska dvorana, Cazin Widzów: 2 000 Sędzia: Hansen, Madsen |
| 10 listopada 202419:00 |                      | 23:22(13:11) |        | Sportska dvorana, Cazin Widzów: 2 000 Sędzia: Hansen, Madsen |

| 12 marca 202518:00 | Grecja | 25:34(9:19) | Islandia | Klisto Jimnastirio Kanitu «Tasos Kamburis», Chalkida Widzów: 1 250 Sędzia: Mandák, Rudinský |
| 12 marca 202518:00 |        | 25:34(9:19) |          | Klisto Jimnastirio Kanitu «Tasos Kamburis», Chalkida Widzów: 1 250 Sędzia: Mandák, Rudinský |

| 13 marca 202515:00 | Gruzja | 28:26(15:14) | Bośnia i Hercegowina | Pałac Sportu, Tbilisi Widzów: 2 850 Sędzia: Bolic, Hurich |
| 13 marca 202515:00 |        | 28:26(15:14) |                      | Pałac Sportu, Tbilisi Widzów: 2 850 Sędzia: Bolic, Hurich |

| 15 marca 202517:00 | Islandia | 33:21(16:9) | Grecja | Laugardalshöllin, Reykjavík Widzów: 2 100 Sędzia: Brkic, Jusufhodzic |
| 15 marca 202517:00 |          | 33:21(16:9) |        | Laugardalshöllin, Reykjavík Widzów: 2 100 Sędzia: Brkic, Jusufhodzic |

| 16 marca 202520:00 | Bośnia i Hercegowina | 20:22(10:12) | Gruzja | Sportska dvorana, Cazin Widzów: 1 800 Sędzia: Andorka, Hucker |
| 16 marca 202520:00 |                      | 20:22(10:12) |        | Sportska dvorana, Cazin Widzów: 1 800 Sędzia: Andorka, Hucker |

| 7 maja 202520:00 | Bośnia i Hercegowina | 25:34(13:18) | Islandia | Dvorana Mirza Delibašić, Sarajewo Widzów: 1 200 Sędzia: Čerņavskis, Bogdanovs |
| 7 maja 202520:00 |                      | 25:34(13:18) |          | Dvorana Mirza Delibašić, Sarajewo Widzów: 1 200 Sędzia: Čerņavskis, Bogdanovs |

| 8 maja 202515:00 | Gruzja | 29:26(14:16) | Grecja | Pałac Olimpijski, Tbilisi Widzów: 9 865 Sędzia: Backović, Palacković |
| 8 maja 202515:00 |        | 29:26(14:16) |        | Pałac Olimpijski, Tbilisi Widzów: 9 865 Sędzia: Backović, Palacković |

| 11 maja 202518:00 | Islandia | 33:21(20:11) | Gruzja | Laugardalshöllin, Reykjavík Widzów: 1 750 Sędzia: Pirvu, Potirniche |
| 11 maja 202518:00 |          | 33:21(20:11) |        | Laugardalshöllin, Reykjavík Widzów: 1 750 Sędzia: Pirvu, Potirniche |

| 11 maja 202518:00 | Grecja | 30:23(15:11) | Bośnia i Hercegowina | Klisto Jimnastirio Kanitu «Tasos Kamburis», Chalkida Widzów: 528 Sędzia: Álvarez, Bustamante |
| 11 maja 202518:00 |        | 30:23(15:11) |                      | Klisto Jimnastirio Kanitu «Tasos Kamburis», Chalkida Widzów: 528 Sędzia: Álvarez, Bustamante |

### Grupa 4
| 6 listopada 202418:00 | Serbia | 38:25(16:10) | Łotwa | Hala sportova, Kraljevo Widzów: 3 350 Sędzia: Sirbu, Serdiuc |
| 6 listopada 202418:00 |        | 38:25(16:10) |       | Hala sportova, Kraljevo Widzów: 3 350 Sędzia: Sirbu, Serdiuc |

| 6 listopada 202421:00 | Hiszpania | 31:30(15:17) | Włochy | Pabellón Puerto Sagunto, Sagunto Widzów: 2 900 Sędzia: Jović, Arnautović |
| 6 listopada 202421:00 |           | 31:30(15:17) |        | Pabellón Puerto Sagunto, Sagunto Widzów: 2 900 Sędzia: Jović, Arnautović |

| 10 listopada 202414:10 | Łotwa | 29:38(15:20) | Hiszpania | Semigalskie Centrum Olimpijskie, Jełgawa Widzów: 1 200 Sędzia: Ilievski, Ilievski |
| 10 listopada 202414:10 |       | 29:38(15:20) |           | Semigalskie Centrum Olimpijskie, Jełgawa Widzów: 1 200 Sędzia: Ilievski, Ilievski |

| 10 listopada 202418:00 | Włochy | 31:30(13:14) | Serbia | Palazzetto dello Sport, Fasano Widzów: 2 000 Sędzia: Schulze, Tönnies |
| 10 listopada 202418:00 |        | 31:30(13:14) |        | Palazzetto dello Sport, Fasano Widzów: 2 000 Sędzia: Schulze, Tönnies |

| 13 marca 202518:00 | Serbia | 27:25(11:10) | Hiszpania | Hala sportova, Kraljevo Widzów: 3 600 Sędzia: Jørum, Kleven |
| 13 marca 202518:00 |        | 27:25(11:10) |           | Hala sportova, Kraljevo Widzów: 3 600 Sędzia: Jørum, Kleven |

| 13 marca 202518:40 | Łotwa | 30:35(15:17) | Włochy | Semigalskie Centrum Olimpijskie, Jełgawa Widzów: 850 Sędzia: Stark, Ștefan |
| 13 marca 202518:40 |       | 30:35(15:17) |        | Semigalskie Centrum Olimpijskie, Jełgawa Widzów: 850 Sędzia: Stark, Ștefan |

| 16 marca 202517:30 | Włochy | 41:30(23:12) | Łotwa | Palasport di Sa Rodia, Oristano Widzów: 2 000 Sędzia: Charitsos, Naskos |
| 16 marca 202517:30 |        | 41:30(23:12) |       | Palasport di Sa Rodia, Oristano Widzów: 2 000 Sędzia: Charitsos, Naskos |

| 16 marca 202520:00 | Hiszpania | 28:26(13:11) | Serbia | Quijote Arena, Ciudad Real Widzów: 5 000 Sędzia: Elíasson, Pálsson |
| 16 marca 202520:00 |           | 28:26(13:11) |        | Quijote Arena, Ciudad Real Widzów: 5 000 Sędzia: Elíasson, Pálsson |

| 8 maja 202518:40 | Łotwa | 26:27(8:12) | Serbia | Semigalskie Centrum Olimpijskie, Jełgawa Widzów: 453 Sędzia: Schols, Martens |
| 8 maja 202518:40 |       | 26:27(8:12) |        | Semigalskie Centrum Olimpijskie, Jełgawa Widzów: 453 Sędzia: Schols, Martens |

| 8 maja 202519:00 | Włochy | 29:33(14:16) | Hiszpania | Palazzetto dello Sport, Fasano Widzów: 2 095 Sędzia: Horáček, Novotný |
| 8 maja 202519:00 |        | 29:33(14:16) |           | Palazzetto dello Sport, Fasano Widzów: 2 095 Sędzia: Horáček, Novotný |

| 11 maja 202518:00 | Hiszpania | 41:25(20:15) | Łotwa | Palacio Municipal, Huesca Widzów: 4 463 Sędzia: Rauchs, Linster |
| 11 maja 202518:00 |           | 41:25(20:15) |       | Palacio Municipal, Huesca Widzów: 4 463 Sędzia: Rauchs, Linster |

| 11 maja 202518:00 | Serbia | 28:24(15:15) | Włochy | Hala sportova, Kraljevo Widzów: 3 200 Sędzia: Bíro, Kiss |
| 11 maja 202518:00 |        | 28:24(15:15) |        | Hala sportova, Kraljevo Widzów: 3 200 Sędzia: Bíro, Kiss |

### Grupa 5
| 6 listopada 202417:30 | Czechy | 23:17(12:10) | Luksemburg | UNYP Arena, Praga Widzów: 1 482 Sędzia: Bozhinovski, Nachevski |
| 6 listopada 202417:30 |        | 23:17(12:10) |            | UNYP Arena, Praga Widzów: 1 482 Sędzia: Bozhinovski, Nachevski |

| 7 listopada 202418:00 | Chorwacja | 30:23(16:12) | Belgia | Varaždin Arena, Varaždin Widzów: 2 800 Sędzia: Simone, Monitillo |
| 7 listopada 202418:00 |           | 30:23(16:12) |        | Varaždin Arena, Varaždin Widzów: 2 800 Sędzia: Simone, Monitillo |

| 9 listopada 202420:15 | Luksemburg | 25:35(9:19) | Chorwacja | Centre National Sportif et Culturel, Luksemburg Widzów: 1 388 Sędzia: Fabryczny, Rawicki |
| 9 listopada 202420:15 |            | 25:35(9:19) |           | Centre National Sportif et Culturel, Luksemburg Widzów: 1 388 Sędzia: Fabryczny, Rawicki |

| 10 listopada 202416:30 | Belgia | 15:31(9:14) | Czechy | Sporthal Alverberg, Hasselt Widzów: 1 200 Sędzia: Vešović, Mitrović |
| 10 listopada 202416:30 |        | 15:31(9:14) |        | Sporthal Alverberg, Hasselt Widzów: 1 200 Sędzia: Vešović, Mitrović |

| 12 marca 202518:00 | Czechy | 29:35(18:18) | Chorwacja | Winning Group Arena, Brno Widzów: 4 300 Sędzia: Horváth, Marton |
| 12 marca 202518:00 |        | 29:35(18:18) |           | Winning Group Arena, Brno Widzów: 4 300 Sędzia: Horváth, Marton |

| 12 marca 202518:45 | Luksemburg | 22:32(13:16) | Belgia | Centre National Sportif et Culturel, Luksemburg Widzów: 639 Sędzia: Maia, Nunes |
| 12 marca 202518:45 |            | 22:32(13:16) |        | Centre National Sportif et Culturel, Luksemburg Widzów: 639 Sędzia: Maia, Nunes |

| 16 marca 202514:00 | Belgia | 24:27(13:14) | Luksemburg | Sporthal Alverberg, Hasselt Widzów: 1 410 Sędzia: Carmaux, Mursch |
| 16 marca 202514:00 |        | 24:27(13:14) |            | Sporthal Alverberg, Hasselt Widzów: 1 410 Sędzia: Carmaux, Mursch |

| 16 marca 202517:30 | Chorwacja | 36:20(17:9) | Czechy | Arena Zagreb, Zagrzeb Widzów: 16 000 Sędzia: Pirvu, Potirniche |
| 16 marca 202517:30 |           | 36:20(17:9) |        | Arena Zagreb, Zagrzeb Widzów: 16 000 Sędzia: Pirvu, Potirniche |

| 7 maja 202518:45 | Luksemburg | 22:35(8:19) | Czechy | Centre National Sportif et Culturel, Luksemburg Widzów: 465 Sędzia: Pétursson, Þrastarson |
| 7 maja 202518:45 |            | 22:35(8:19) |        | Centre National Sportif et Culturel, Luksemburg Widzów: 465 Sędzia: Pétursson, Þrastarson |

| 7 maja 202520:10 | Belgia | 22:34(8:16) | Chorwacja | Sporthal Alverberg, Hasselt Widzów: 1 250 Sędzia: Borge, Nygren |
| 7 maja 202520:10 |        | 22:34(8:16) |           | Sporthal Alverberg, Hasselt Widzów: 1 250 Sędzia: Borge, Nygren |

| 11 maja 202518:00 | Chorwacja | 30:20(15:10) | Luksemburg | Centar Zamet, Rijeka Widzów: 2 349 Sędzia: S. Yovchev, Z. Yonchev |
| 11 maja 202518:00 |           | 30:20(15:10) |            | Centar Zamet, Rijeka Widzów: 2 349 Sędzia: S. Yovchev, Z. Yonchev |

| 11 maja 202518:00 | Czechy | 25:22(12:8) | Belgia | Hala Polárka, Frydek-Mistek Widzów: 2 022 Sędzia: Kurtagic, Wetterwik |
| 11 maja 202518:00 |        | 25:22(12:8) |        | Hala Polárka, Frydek-Mistek Widzów: 2 022 Sędzia: Kurtagic, Wetterwik |

### Grupa 6
| 6 listopada 202420:00 | Wyspy Owcze | 32:21(13:9) | Kosowo | Høllin á Hálsi, Thorshavn Widzów: 1 700 Sędzia: Picard, Vauchez |
| 6 listopada 202420:00 |             | 32:21(13:9) |        | Høllin á Hálsi, Thorshavn Widzów: 1 700 Sędzia: Picard, Vauchez |

| 7 listopada 202419:30 | Holandia | 40:39(19:20) | Ukraina | Topsportcentrum, Almere Widzów: 1 250 Sędzia: Borge, Nygren |
| 7 listopada 202419:30 |          | 40:39(19:20) |         | Topsportcentrum, Almere Widzów: 1 250 Sędzia: Borge, Nygren |

| 10 listopada 202414:00 | Ukraina | 35:32(14:17) | Wyspy Owcze | Twinsbet Arena, Wilno Widzów: 250 Sędzia: Cindrić, Gonzurek |
| 10 listopada 202414:00 |         | 35:32(14:17) |             | Twinsbet Arena, Wilno Widzów: 250 Sędzia: Cindrić, Gonzurek |

| 10 listopada 202417:15 | Kosowo | 33:33(19:17) | Holandia | Pałac Młodzieży i Sportu, Prisztina Widzów: 1 750 Sędzia: Lovin, Stancu |
| 10 listopada 202417:15 |        | 33:33(19:17) |          | Pałac Młodzieży i Sportu, Prisztina Widzów: 1 750 Sędzia: Lovin, Stancu |

| 12 marca 202520:00 | Wyspy Owcze | 32:32(18:14) | Holandia | Við Tjarniri, Thorshavn Widzów: 3 050 Sędzia: Marín, Garcia |
| 12 marca 202520:00 |             | 32:32(18:14) |          | Við Tjarniri, Thorshavn Widzów: 3 050 Sędzia: Marín, Garcia |

| 13 marca 202520:15 | Kosowo | 31:30(14:15) | Ukraina | Pałac Młodzieży i Sportu, Prisztina Widzów: 2 000 Sędzia: S. Yovchev, V. Yonchev |
| 13 marca 202520:15 |        | 31:30(14:15) |         | Pałac Młodzieży i Sportu, Prisztina Widzów: 2 000 Sędzia: S. Yovchev, V. Yonchev |

| 16 marca 202515:00 | Holandia | 31:32(15:15) | Wyspy Owcze | Topsportcentrum, Almere Widzów: 2 500 Sędzia: Antić, Jakovljević |
| 16 marca 202515:00 |          | 31:32(15:15) |             | Topsportcentrum, Almere Widzów: 2 500 Sędzia: Antić, Jakovljević |

| 16 marca 202518:00 | Ukraina | 36:25(18:8) | Kosowo | Švyturys Arena, Kłajpeda Widzów: 350 Sędzia: Sniurevicius, Grigalionis |
| 16 marca 202518:00 |         | 36:25(18:8) |        | Švyturys Arena, Kłajpeda Widzów: 350 Sędzia: Sniurevicius, Grigalionis |

| 8 maja 202519:30 | Ukraina | 27:35(10:9) | Holandia | Chemkostav Aréna, Michalovce Widzów: 150 Sędzia: Budzák, Záhradník |
| 8 maja 202519:30 |         | 27:35(10:9) |          | Chemkostav Aréna, Michalovce Widzów: 150 Sędzia: Budzák, Záhradník |

| 8 maja 202520:15 | Kosowo | 23:25(13:12) | Wyspy Owcze | Pałac Młodzieży i Sportu, Prisztina Widzów: 1 200 Sędzia: Rawicki, Fabryczny |
| 8 maja 202520:15 |        | 23:25(13:12) |             | Pałac Młodzieży i Sportu, Prisztina Widzów: 1 200 Sędzia: Rawicki, Fabryczny |

| 11 maja 202518:00 | Holandia | 34:29(16:12) | Kosowo | Topsportcentrum Rotterdam, Rotterdam Widzów: 1 000 Sędzia: D. Lončar, Z. Lončar |
| 11 maja 202518:00 |          | 34:29(16:12) |        | Topsportcentrum Rotterdam, Rotterdam Widzów: 1 000 Sędzia: D. Lončar, Z. Lončar |

| 11 maja 202518:00 | Wyspy Owcze | 35:27(15:13) | Ukraina | Við Tjarniri, Thorshavn Widzów: 3 020 Sędzia: D. Martins, R. Martins |
| 11 maja 202518:00 |             | 35:27(15:13) |         | Við Tjarniri, Thorshavn Widzów: 3 020 Sędzia: D. Martins, R. Martins |

### Grupa 7
| 7 listopada 202418:00 | Austria | 31:28(17:13) | Turcja | Handball-Arena Rieden/Vorkloster, Bregencja Widzów: 1 800 Sędzia: Lončar, Lončar |
| 7 listopada 202418:00 |         | 31:28(17:13) |        | Handball-Arena Rieden/Vorkloster, Bregencja Widzów: 1 800 Sędzia: Lončar, Lončar |

| 7 listopada 202418:30 | Niemcy | 35:26(21:13) | Szwajcaria | SAP Arena, Mannheim Widzów: 12 721 Sędzia: Martins, Martins |
| 7 listopada 202418:30 |        | 35:26(21:13) |            | SAP Arena, Mannheim Widzów: 12 721 Sędzia: Martins, Martins |

| 10 listopada 202415:10 | Turcja | 29:36(14:20) | Niemcy | Yaşar Sevim Hentbol Salonu, Ankara Widzów: 2 090 Sędzia: Metalari, Nikolovski |
| 10 listopada 202415:10 |        | 29:36(14:20) |        | Yaşar Sevim Hentbol Salonu, Ankara Widzów: 2 090 Sędzia: Metalari, Nikolovski |

| 10 listopada 202416:00 | Szwajcaria | 29:29(12:12) | Austria | BBC Arena, Szafuza Widzów: 2 450 Sędzia: Marín, García |
| 10 listopada 202416:00 |            | 29:29(12:12) |         | BBC Arena, Szafuza Widzów: 2 450 Sędzia: Marín, García |

| 12 marca 202518:00 | Turcja | 34:38(16:21) | Szwajcaria | 75. Yıl Spor Salonu, Diyarbakır Widzów: 4 500 Sędzia: Pavićević, Ražnatović |
| 12 marca 202518:00 |        | 34:38(16:21) |            | 75. Yıl Spor Salonu, Diyarbakır Widzów: 4 500 Sędzia: Pavićević, Ražnatović |

| 13 marca 202518:00 | Austria | 26:26(11:13) | Niemcy | Steffl Arena, Wiedeń Widzów: 6 019 Sędzia: Hansen, Madsen |
| 13 marca 202518:00 |         | 26:26(11:13) |        | Steffl Arena, Wiedeń Widzów: 6 019 Sędzia: Hansen, Madsen |

| 15 marca 202516:30 | Niemcy | 31:26(16:14) | Austria | ZAG-Arena, Hanower Widzów: 10 869 Sędzia: I. Covalciuc, A. Covalciuc |
| 15 marca 202516:30 |        | 31:26(16:14) |         | ZAG-Arena, Hanower Widzów: 10 869 Sędzia: I. Covalciuc, A. Covalciuc |

| 16 marca 202516:00 | Szwajcaria | 30:27(15:14) | Turcja | Axa-Arena, Winterthur Widzów: 2 000 Sędzia: Jerlecki, Łabun |
| 16 marca 202516:00 |            | 30:27(15:14) |        | Axa-Arena, Winterthur Widzów: 2 000 Sędzia: Jerlecki, Łabun |

| 7 maja 202518:00 | Turcja | 29:34(14:19) | Austria | Taha Akgül Spor Salonu, Sivas Widzów: 3 300 Sędzia: K. Gasmi, R. Gasmi |
| 7 maja 202518:00 |        | 29:34(14:19) |         | Taha Akgül Spor Salonu, Sivas Widzów: 3 300 Sędzia: K. Gasmi, R. Gasmi |

| 7 maja 202519:00 | Szwajcaria | 32:32(14:11) | Niemcy | Hallenstadion, Zurych Widzów: 8 300 Sędzia: Lah, Sok |
| 7 maja 202519:00 |            | 32:32(14:11) |        | Hallenstadion, Zurych Widzów: 8 300 Sędzia: Lah, Sok |

| 11 maja 202518:00 | Niemcy | 44:26(21:11) | Turcja | Porsche-Arena, Stuttgart Widzów: 6 149 Sędzia: Praštalo, Balvan |
| 11 maja 202518:00 |        | 44:26(21:11) |        | Porsche-Arena, Stuttgart Widzów: 6 149 Sędzia: Praštalo, Balvan |

| 11 maja 202518:00 | Austria | 34:33(16:15) | Szwajcaria | Raiffeisen Sportpark, Graz Widzów: 3 000 Sędzia: Mitrevski, Todorovski |
| 11 maja 202518:00 |         | 34:33(16:15) |            | Raiffeisen Sportpark, Graz Widzów: 3 000 Sędzia: Mitrevski, Todorovski |

### Grupa 8
| 7 listopada 202418:00 | Polska | 32:32(12:16) | Izrael | Hala Urania, Olsztyn Widzów: 4 030 Sędzia: Boričić, Marković |
| 7 listopada 202418:00 |        | 32:32(12:16) |        | Hala Urania, Olsztyn Widzów: 4 030 Sędzia: Boričić, Marković |

| 7 listopada 202420:00 | Portugalia | 37:30(12:16) | Rumunia | Pavilhão Municipal, Santo Tirso Widzów: 1 000 Sędzia: Gasmi, Gasmi |
| 7 listopada 202420:00 |            | 37:30(12:16) |         | Pavilhão Municipal, Santo Tirso Widzów: 1 000 Sędzia: Gasmi, Gasmi |

| 10 listopada 202418:00 | Rumunia | 27:28(9:15) | Polska | Sala Sporturilor Romeo Iamandi, Buzău Widzów: 1 800 Sędzia: Horáček, Novotný |
| 10 listopada 202418:00 |         | 27:28(9:15) |        | Sala Sporturilor Romeo Iamandi, Buzău Widzów: 1 800 Sędzia: Horáček, Novotný |

| 10 listopada 202418:30 | Portugalia | 36:23(21:13) | Izrael | Pavilhão Municipal, Santo Tirso Widzów: 2 050 Sędzia: Fotakidis, Kinatzidis |
| 10 listopada 202418:30 |            | 36:23(21:13) |        | Pavilhão Municipal, Santo Tirso Widzów: 2 050 Sędzia: Fotakidis, Kinatzidis |

| 13 marca 202518:00 | Polska | 36:36(16:14) | Portugalia | Ergo Arena, Gdańsk Widzów: 9 001 Sędzia: Nachevski, Nikolov |
| 13 marca 202518:00 |        | 36:36(16:14) |            | Ergo Arena, Gdańsk Widzów: 9 001 Sędzia: Nachevski, Nikolov |

| 13 marca 202521:00 | Izrael | 29:29(14:15) | Rumunia | Hala sportova, Kraljevo Widzów: 250 Sędzia: Metalari, Nikolovski |
| 13 marca 202521:00 |        | 29:29(14:15) |         | Hala sportova, Kraljevo Widzów: 250 Sędzia: Metalari, Nikolovski |

| 16 marca 202518:00 | Rumunia | 29:26(15:12) | Izrael | Sala Sporturilor, Mioveni Widzów: 1 500 Sędzia: Cipov, Klus |
| 16 marca 202518:00 |         | 29:26(15:12) |        | Sala Sporturilor, Mioveni Widzów: 1 500 Sędzia: Cipov, Klus |

| 16 marca 202518:30 | Portugalia | 33:27(16:12) | Polska | Pavilhão Multiusos, Odivelas Widzów: 2 020 Sędzia: Cindrić, Gonzurek |
| 16 marca 202518:30 |            | 33:27(16:12) |        | Pavilhão Multiusos, Odivelas Widzów: 2 020 Sędzia: Cindrić, Gonzurek |

| 8 maja 202515:00 | Izrael | 33:31(18:18) | Polska | Sala Sporturilor, Konstanca Sędzia: Horváth, Marton |
| 8 maja 202515:00 |        | 33:31(18:18) |        | Sala Sporturilor, Konstanca Sędzia: Horváth, Marton |

| 8 maja 202518:00 | Rumunia | 28:24(13:11) | Portugalia | Sala Sporturilor, Konstanca Widzów: 2 900 Sędzia: Sekulić, Jovandić |
| 8 maja 202518:00 |         | 28:24(13:11) |            | Sala Sporturilor, Konstanca Widzów: 2 900 Sędzia: Sekulić, Jovandić |

| 11 maja 202518:00 | Polska | 30:29(15:14) | Rumunia | Arena Gorzów, Gorzów Wielkopolski Widzów: 4 650 Sędzia: Pavićević, Ražnatović |
| 11 maja 202518:00 |        | 30:29(15:14) |         | Arena Gorzów, Gorzów Wielkopolski Widzów: 4 650 Sędzia: Pavićević, Ražnatović |

| 11 maja 202518:00 | Izrael | 33:34(15:17) | Portugalia | Sala Sporturilor, Konstanca Sędzia: Ivanović, Vujisić |
| 11 maja 202518:00 |        | 33:34(15:17) |            | Sala Sporturilor, Konstanca Sędzia: Ivanović, Vujisić |

### Ranking drużyn z trzecich miejsc
Cztery zespoły spośród tych, które zajęły w swoich grupach trzecie miejsca, awansowały do Mistrzostw Europy 2026. O kolejności decydowała liczba zdobytych punktów (a w przypadku tej samej liczby kolejnymi kryteriami był bilans bramkowy, a następnie większa liczba bramek zdobytych) wyłączając mecze z ostatnią drużyną w tabeli.